# Federação Colombiana de Voleibol
A Federación Colombiana de Voleibol é a entidade responsável pela organização do Voleibol na Colômbia.
Está filiada à FIVB, à CSV e ao Comitê Olímpico Colombiano. 
É presidida pelo senhor Rafael Lloreda Currea 

## Ligações Externas
- Sítio da Federação Colombiana de Voleibol